# 日立市 池の川さくらアリーナ

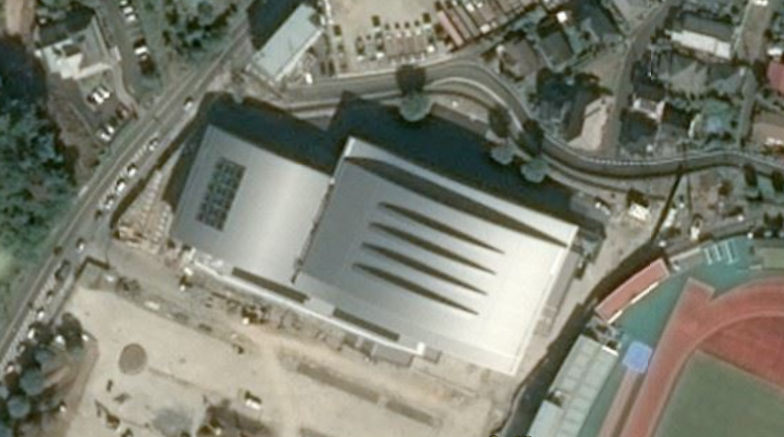
衛星画像

日立市 池の川さくらアリーナ（ひたちし いけのかわさくらアリーナ）は、茨城県日立市の日立市民運動公園内にある屋内スポーツ施設である。2011年3月11日に発生した東日本大震災により、旧中央体育館が被災し、使用不能になったことから、日立市が新たなスポーツ拠点を再整備することを決定し、2017年1月にオープンした。
2019年には、茨城県で45年ぶりに開催された、第74回国民体育大会（いきいき茨城ゆめ国体）において、体操、新体操、バスケットボール、卓球の会場として使用された。

## 沿革
- 1974年（昭和49年）10月 - 市民運動公園中央体育館供用開始[1]。
- 2001年（平成13年）12月 - 市民運動公園中央体育館改修工事竣工[1]。
- 2011年（平成23年）3月11日 - 東日本大震災が発生し、中央体育館が被災。建物が不ぞろいに沈下する「不同沈下」により、建物を支える柱脚部のコンクリートが崩壊し、11本の鉄筋の内部が露出するなど、甚大な被害を受け、使用不能になる[1][4]。
- 2012年（平成24年）
  - 1月 - 日立市教育委員会に新体育館建設準備室を設置[1]。
  - 3月 - 日立市新体育館建設整備基本計画を策定[1][12]。
  - 5月 - 市民運動公園新中央体育館建設事業設計プロポーザルを実施[1][13]。
- 2013年（平成25年）
  - 3月 - 新中央体育館建設事業基本設計が完了[1]。
  - 5月 - 市民運動公園中央体育館解体工事が竣工[1]。
- 2014年（平成26年）6月30日 - 新中央体育館着工[7]。
- 2016年（平成28年）12月 - 新中央体育館竣工[8]。
- 2017年（平成29年）1月22日 - 開館記念事業が開催[8][14]。

## 施設概要
- メインアリーナ
  - 面積：バスケットボール3面相当（65 m×36.6 m）
  - 観客席：2,632席（固定席 1,480席、可動席 1,152席）
  - その他：ランニングコース（1周 235 m）
- サブアリーナ
  - 面積：バスケットボール1面相当（23 m×36.6 m）
- 武道場
  - 面積：柔道又は剣道2面相当
- 弓道場：近的（28 m）6人立
- トレーニングルーム
- 研修室（2室）
- 会議室
- スポーツラウンジ
- 防災備蓄倉庫
- 駐車場：289台（臨時駐車場78台を含む）[16]

## 著名人のライブ・イベント使用実績
- 2022年
  - 水樹奈々 - NANA MIZUKI LIVE HOME 2022（本公演により、声優史上初となる47都道府県でのライブを達成）

## 交通アクセス

### 公共交通機関
- JR常磐線日立駅より 茨城交通路線バス 中央線経由 多賀駅、平和台霊園行き ケーズデンキ・茨大方面 「運動公園前」下車
- JR常磐線常陸多賀駅より 茨城交通路線バス 中央線経由 日立駅行き ケーズデンキ・茨大方面 「運動公園前」下車

### 自動車
- 近隣IC：常磐自動車道日立中央IC